# Симпосіарх

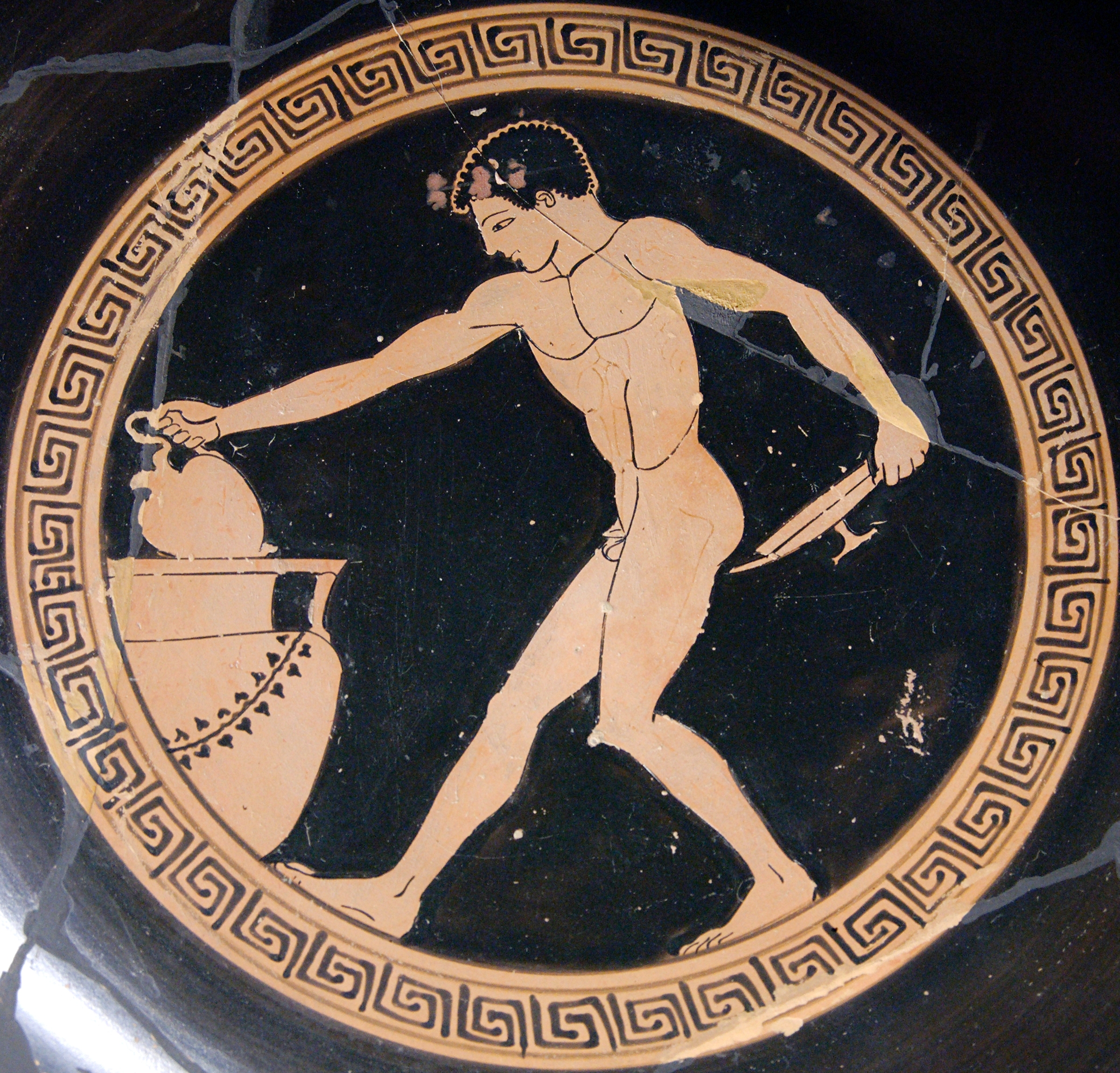
Симпосіарх наповнює ойнохою вином із кратера, аби наповнити кілікс, який тримає другою рукою

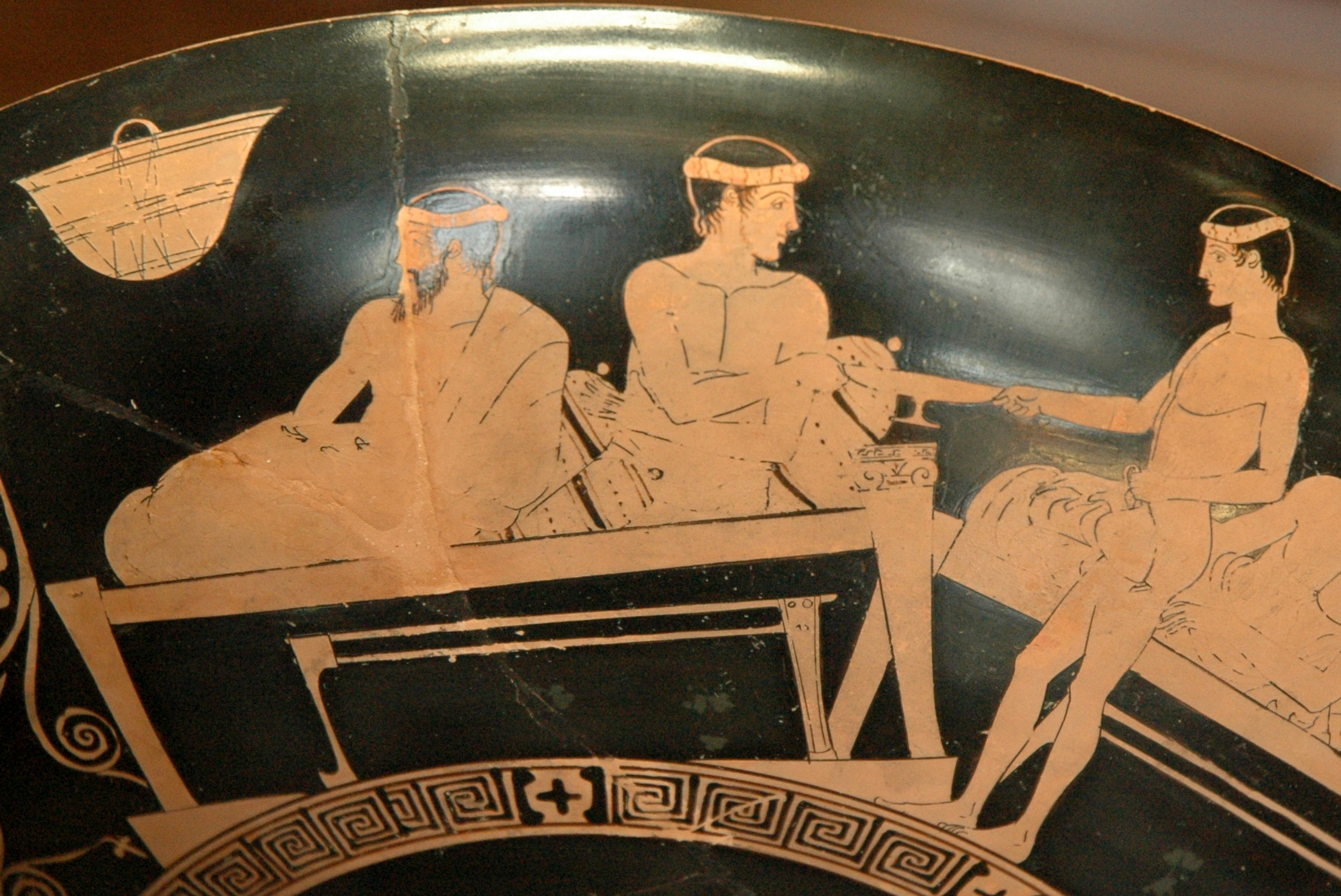
Симпосіарх із ойнохоєю передає симпосіасту наповнений кілікс, Вазописець Евайона

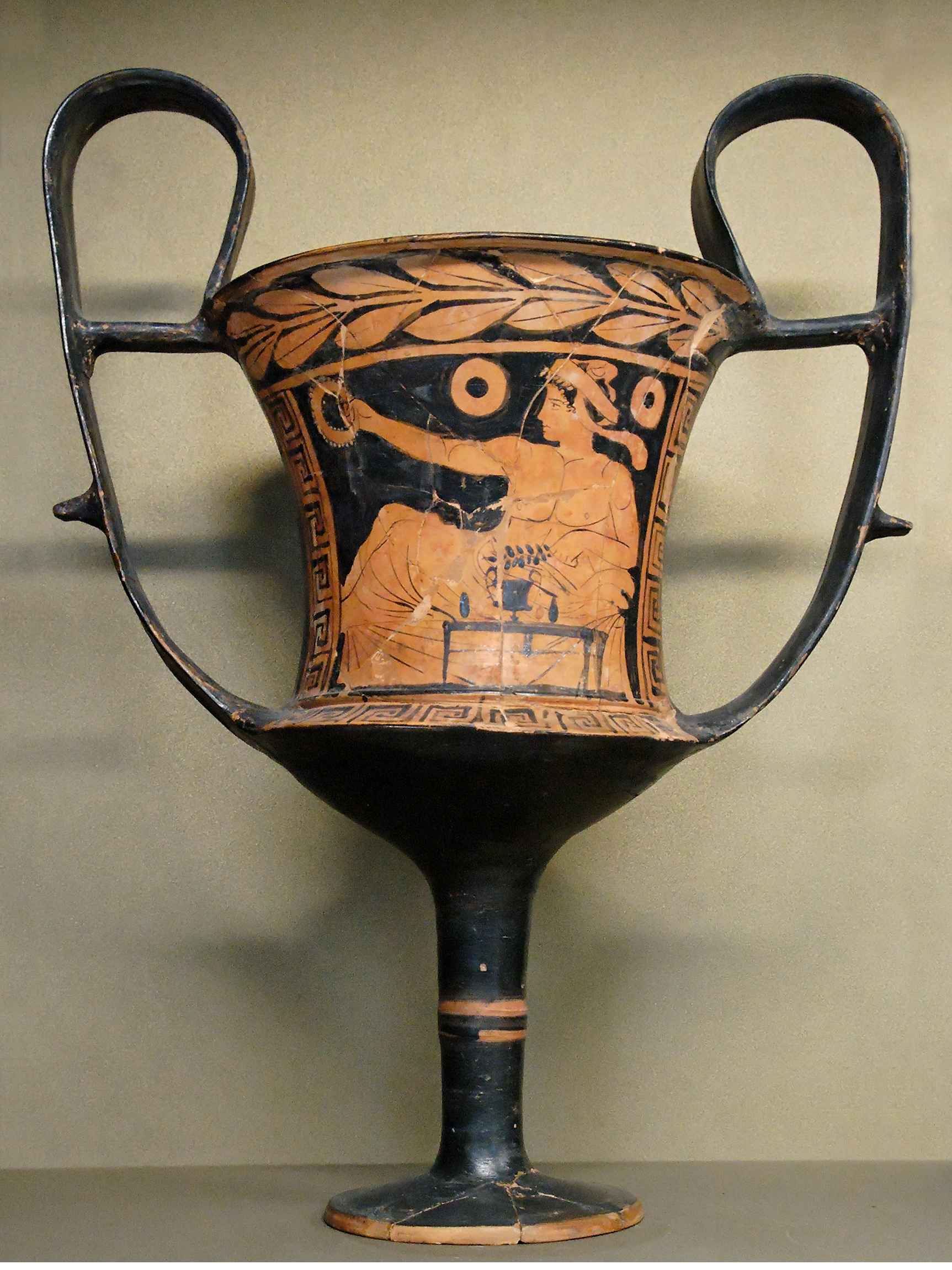
Великий афінський канфар: симпосіаст, Вазописець Великого Афінського канфара, Лувр

Симпосіа́рх (грец. συμποσίαρχος) — упорядник симпосіїв, заходів розважального характеру серед чоловіків у Стародавній Греції з чітко встановленим порядком проведення, які супроводжувались розпиттям вина.

## Опис
Симпосіі влаштовувалися з різних приводів: народження, весілля, поховання, а також повернення додому або прощання знатної особи, члена родини перед довгою поїздкою, а також вшанування відомих осіб полісу. Під час симпосіїв часто обговорювалися філософські питання, як, наприклад, в «Бенкеті» Платона. Плутарх описує симпосії як «як приємне проведення часу за вином, яке завершується дружбою». За точністю дотримання встановлених ритуалів, що розглядалися майже як священнодійство, відповідав симпосіарх.
Імена запрошених на симпосій гостей разом з датою і часом його проведення вказувалися на воскових табличках, які розносив раб по домівках запрошених. Зазвичай початок симпосіїв признався на дев'яту годину. Число дев'ять вважалось ідеальним числом і для кількості учасників симпосіїв, включаючи господаря будинку. Дев'ять вважалося числом досконалості, оскільки являє собою тричі три, яке в свою чергу вважалося в багатьох культурах «божественним числом». У розрахунок приймалися лише присутні на симпосії чоловіки. Жінки не допускалися, виняток становили тільки гетери, в обов'язки яких входили гра на кіфарі і флейті, танці й пісні.
Значення симпосіїв зросло у IV столітті до н. е., у зв'язку з чим ускладнилися формальні правила їх проведення. Симпосії проходили в окремому приміщенні на чоловічий стороні — андроні, для симпосіїв передбачалися спеціальні посудини для напоїв. Тепер вино пили лежачи. На симпосіарха покладалася відповідальність за належний рівень спілкування в андроні. Як описує Плутарх, ідеальний симпосіарх не буває п'яним, при цьому ніколи не відмовляюється випити і являє собою справжню «квінтесенцію веселощів». Він повинен бути душевним і доброзичливим до всіх, завжди залишатися в рамках пристойності, але при цьому силою свого авторитету стримувати від порушення правил. Наприклад, учасники симпосіїв могли бути вигнані із заходу за завзяте продовження забороненої на симпосії приватної бесіди між собою.

## Обов'язки симпосіарха
Згідно зі свідченнями різних джерел, симпосіарх або обирався за жеребом, або ж їм приписувались релігійні функції. На початку сімпосіїв сімпосіарх встановлював співвідношення вина і води у напої, оскільки стародавні греки ніколи не пили нерозбавлене вино. Це задавало тон всього вечора. Сімпосіарх приносив вином з кожного кратера жертву богам Олімпу, героям та Зевсу Спасителю і виконував традиційні гімни, переважно Діонісу.
Далі симпосіарх встановлював кількість кубків, яка дозволялася, але водночас і ставилася в обов'язок випити учасникам симпосію. Випивання без правил не відповідало традиціям симпосіїв, адже усі симпосіасти повинні були знаходитися на одному рівні сп'яніння, якого не завжди вдавалося досягти в силу відмінностей у конституції гостей. Гостям симпосіїв вибачалося все, що б вони не сказали впродовж симпосія у стані алкогольного сп'яніння, про що свідчить прислів'я «Ненавиджу тих, хто п'є з хорошою пам'яттю». Симпосіарх повинен був всіляко вітати бажання симпосіастів сказати тост або виступити з промовою, а також сприяти спонтанності дій взагалі, піклуючись про те, щоб іншим не було нанесено образи. Розв'язаний язик симпосіастів був нічим іншим, як те, що нині прийнято називати мозковим штурмом. Філософам лише залишалося розвинути думки, висловлені на симпосіях. В обов'язки симпосіарха входила також організація спілкування і турбота про те, щоб в іграх під час симпосіїв, вправах і змаганнях брали участь в рівній мірі всі гості.
До ритуального посуду для симпосіїв відносяться кілікси, з яких гості пили, посудина для змішування вина з водою — кратер і посудина для охолодження напоїв — псиктер. Вино у кратер наливали з ойнохої, а воду — із гідрії. Розмір посуду для напоїв варіювався. У Платона вказується, що на симпосії в Алківіада і Сократа вони випили по величезному келиху, кожен з яких вміщав вісім котил, що становить майже два літри. Іноді такі келихи осушували залпом. Келих з вином передавався по колу за годинниковою стрілкою. Такого ж порядку черговості дотримувалися у бесідах та іграх під час симпосію.

## Галерея

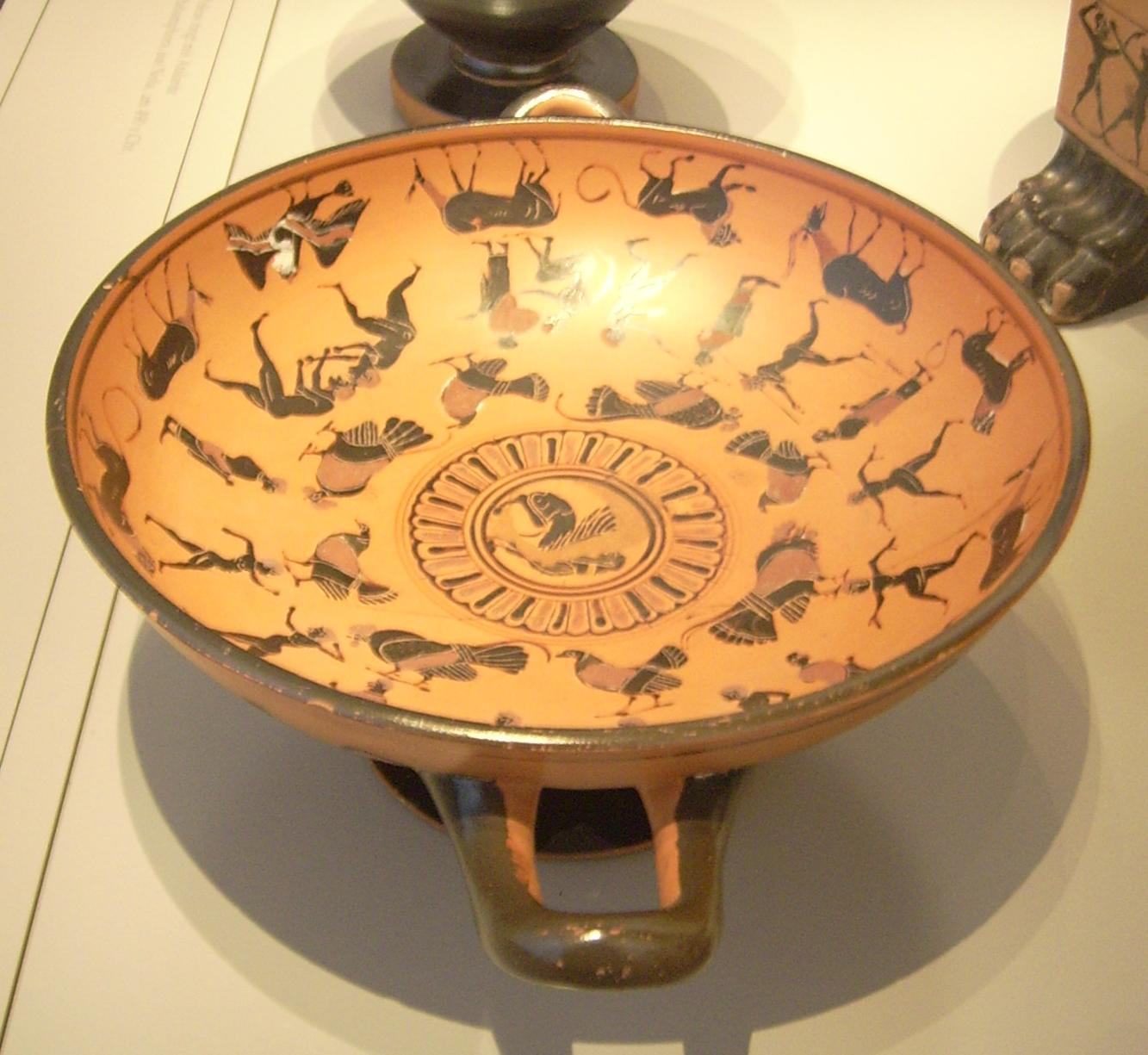
Кілікс із орієнталізуючим вазописом
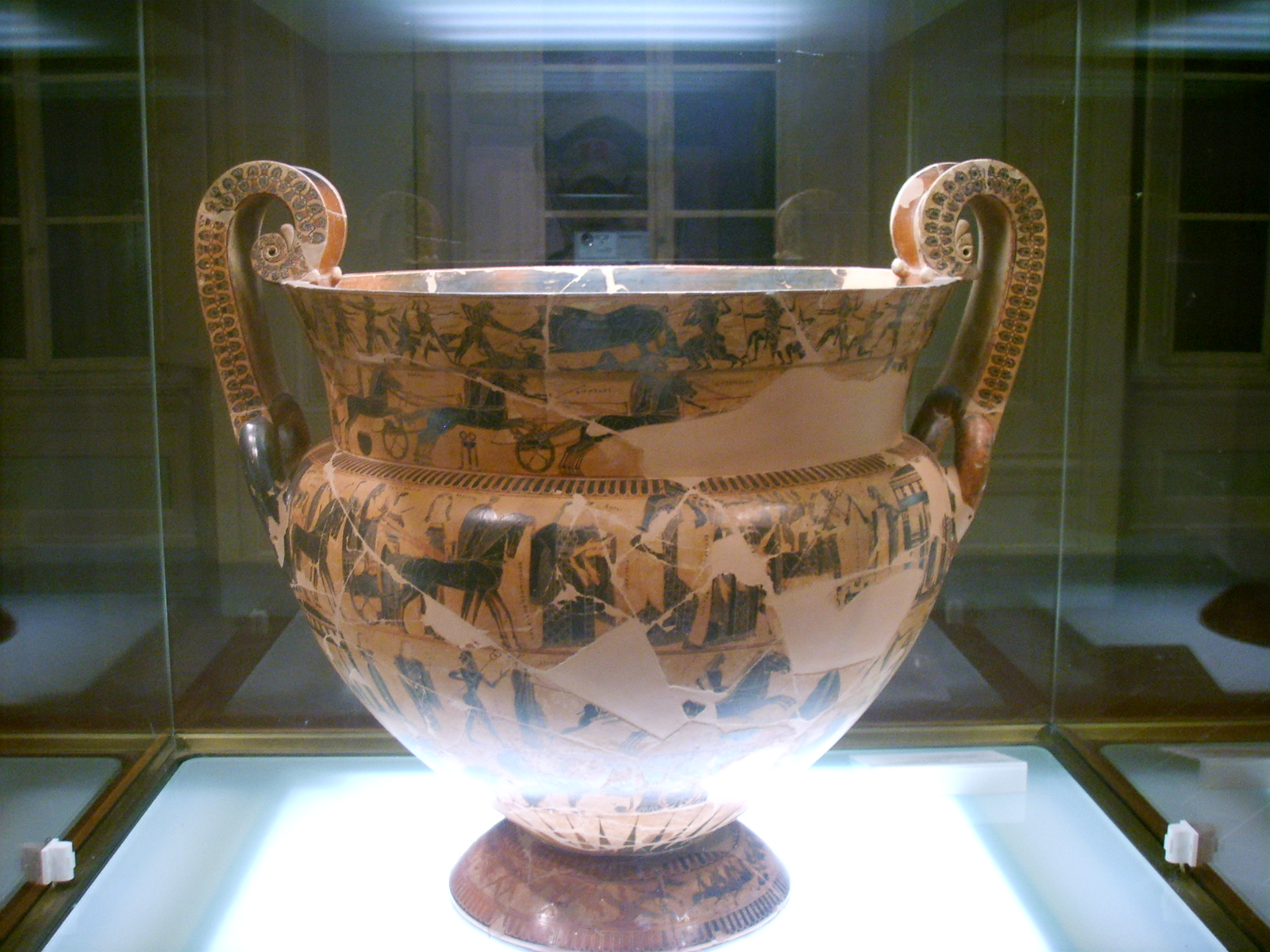
Кратер Ваза Франсуа, висота 66 см
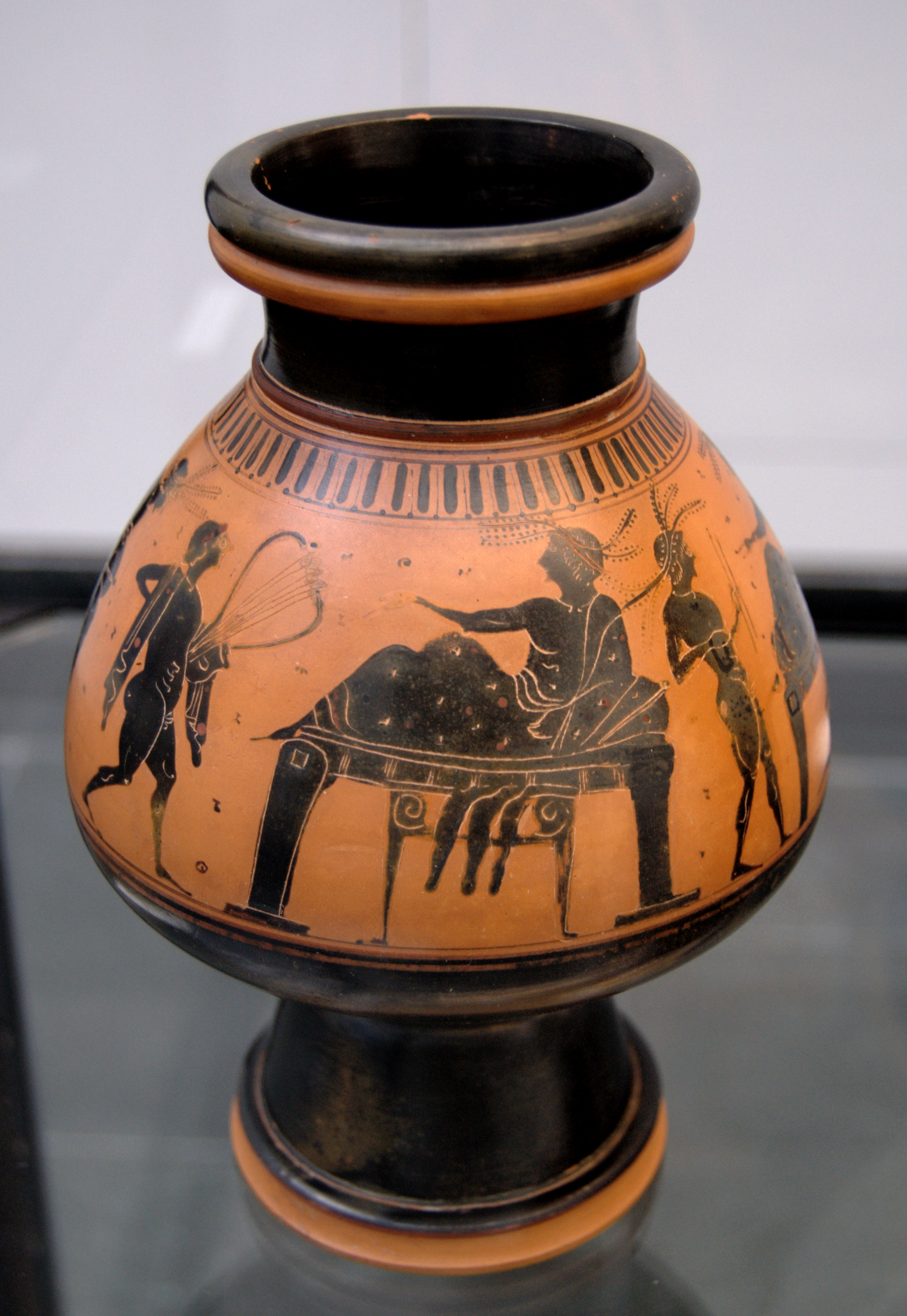
Псиктер зі сценою симпосія
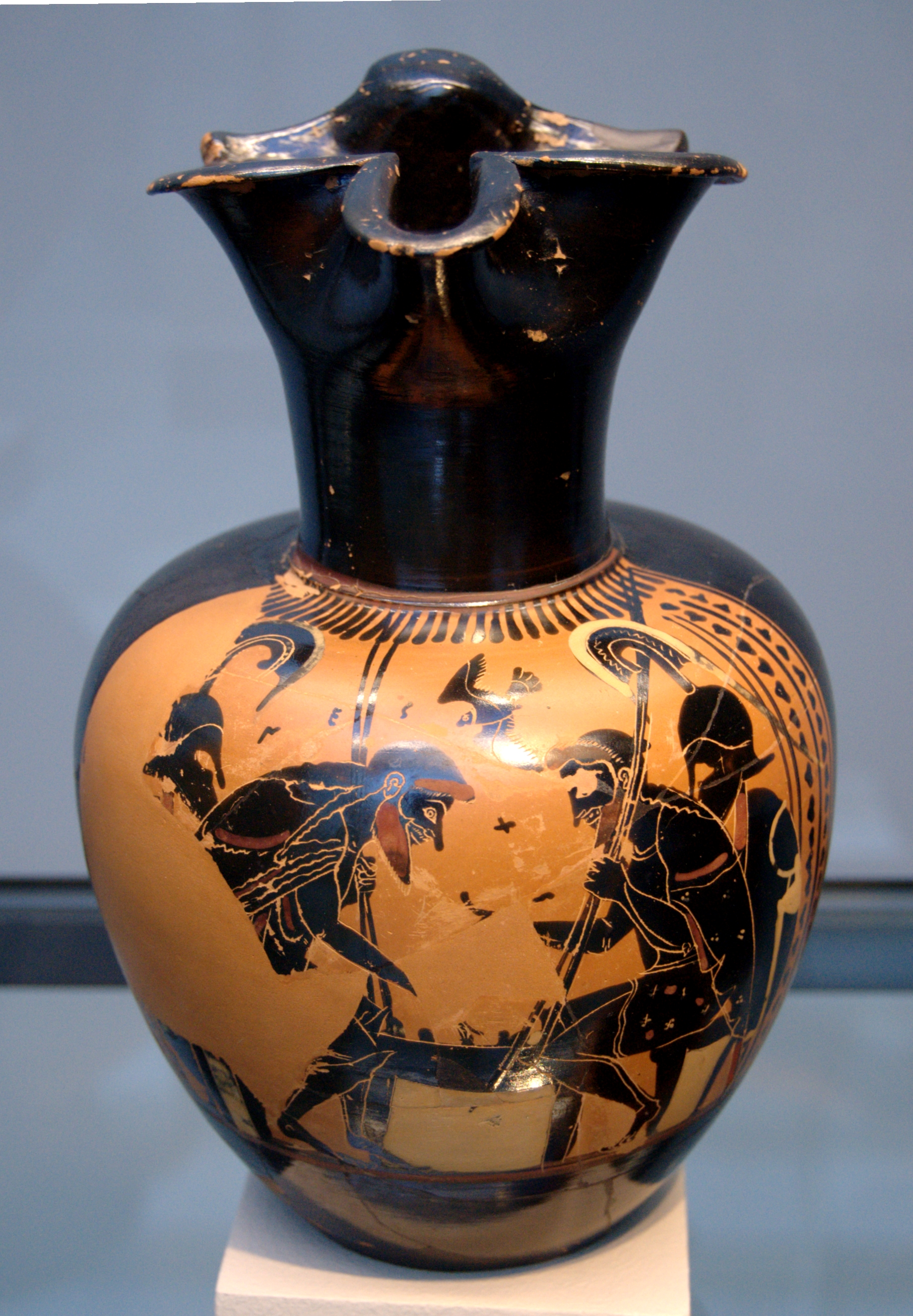
Чорнофігурна ойнохоя